# Brett Kavanaugh
Brett Michael Kavanaugh, född 12 februari 1965 i Washington, D.C., är en amerikansk advokat och domare i USA:s högsta domstol sedan 2018.

## Biografi
Kavanaugh avlade examina vid Yale University 1990. Åren 2006–2018 var han verksam som domare vid United States Court of Appeals for the District of Columbia Circuit, ett ämbete som han nominerades till av president George W. Bush. 
Den 9 juli 2018 nominerade president Donald Trump honom till att efterträda Anthony Kennedy som domare i USA:s högsta domstol. I anslutning till senatsförhören anklagade Christine Blasey Ford honom för att ha angripit henne sexuellt när han var en 17-årig high school-elev. FBI utredde fallet utan att finna några belägg för anklagelserna. Den 6 oktober 2018 godkändes Kavanaugh som ny domare i USA:s högsta domstol efter att senaten  röstat med resultatet 50-48. Han svors in som domare samma dag.
Sedan Ruth Bader Ginsburgs död 2020 har Kavanaugh, tillsammans med chefsdomare John Roberts, kommit att betraktas som en svängröst i domstolen som ibland attackeras av högerorienterade mediakommentatorer trots att han utsetts av en republikansk president. Han var målet för ett mordförsök i juni 2022.

### Familj
År 2004 gifte sig Kavanugh med Ashley Estes. Paret har två döttrar.